# Actinotus paddisonii
Actinotus paddisonii là một loài thực vật có hoa trong họ Hoa tán. Loài này được R.T.Baker mô tả khoa học đầu tiên năm 1905.